# SRH Krankenhaus Waltershausen-Friedrichroda
Das SRH Krankenhaus Waltershausen-Friedrichroda ist ein Krankenhaus mit regionalem Versorgungsauftrag mit Sitz in Friedrichroda, Thüringen. Gemeinsam mit den in der unmittelbaren Nachbarschaft des Klinikums befindlichen medizinischen Einrichtungen wie dem MVZ Friedrichroda bildet es mit seinen sechs Fachabteilungen ein kleines Gesundheitszentrum.

## Geschichte
Das SRH Krankenhaus Waltershausen-Friedrichroda ist im Jahre 1887 als „Sanatorium“ eröffnet worden. Dies blieb es auch bis zum Jahre 1932, als man das Sanatorium in eine Tuberkulose-Klinik umwandelte. Sieben Jahre später, im Jahre 1939, eröffnete man die Klinik als „Walter-Ortlepp-Krankenhaus“ am Geizenberg. Die Tuberkulose-Klinik diente ab dem Jahre 1939 bis ins Jahr 1945 als Lazarett für verwundete Soldaten und wurde ab 1945 in eine Silikose-Heilstätte umgewandelt. 1949 spezialisierte sich das „Walter-Ortlepp-Krankenhaus“ neu. Aus der Silikose-Heilstätte wurde im Jahr 1963 ein Krankenhaus der allgemeinen Medizin, zwei Jahre später eröffnete auch schon die erste geburtshilfliche Abteilung.
1966 zog die chirurgische Klinik nach Waltershausen. Dadurch kam es zu einer Erweiterung der gynäkologischen und geburtshilflichen Abteilung in Friedrichroda, welcher im Jahr 1975 eine Kinderklinik folgte. 2005 gründete man dann das Medizinische Versorgungszentrum (MVZ) in Friedrichroda. Zwei Jahre später folgten die Eröffnung der Fachabteilung für Orthopädie/Unfallchirurgie und die Inbetriebnahme eines Linksherzkatheterlabors. 2008 gründete man das Medizinische Versorgungszentrum in Waltershausen, welches auch dem SRH Klinikum Waltershausen-Friedrichroda unterliegt.
2014 verkaufte die Rhön-Klinikum AG das Friedrichrodaer Krankenhaus an den Gesundheitskonzern SRH. Die Transaktion wurde am 13. Oktober 2014 beendet und das Klinikum in die zum SRH gehörende SRH Kliniken Gruppe eingegliedert, womit sich auch der Name des Klinikums „SRH Krankenhaus Waltershausen-Friedrichroda“ änderte.

## Daten und Einrichtungen
Das SRH Krankenhaus Waltershausen-Friedrichroda hat 191 Betten und beschäftigt ca. 300 Mitarbeiter. Sie sind damit einer der größten Arbeitgeber der Stadt Friedrichroda. Hier werden im Jahresdurchschnitt 26.983 Patienten behandelt, davon rund 35 % stationär.

### Fachbereiche
Das Krankenhaus unterhält sechs Fachbereiche, darunter befindet sich keine Belegabteilung.
- Anästhesie und Intensivmedizin
- Allgemein-/Viszeralchirurgie
- Unfallchirurgie/Orthopädie
- Gynäkologie und Geburtshilfe
- Innere Medizin I
- Innere Medizin II

### Medizinische Zentren
- Medizinisches Versorgungszentrum Friedrichroda
- Medizinisches Versorgungszentrum Waltershausen